# 대한민국 민법 제152조
대한민국 민법 제152조는 기한도래의 효과에 대한 민법 총칙상 조문이다.

## 조문
제152조(기한도래의 효과) ① 시기있는 법률행위는 기한이 도래한 때로부터 그 효력이 생긴다.
②종기있는 법률행위는 기한이 도래한 때로부터 그 효력을 잃는다.

第152條(期限到來의 效果) ① 始期있는 法律行爲는 期限이 到來한 때로부터 그 效力이 생긴다.
②終期있는 法律行爲는 期限이 到來한 때로부터 그 效力을 잃는다.

## 참고 문헌
- 오현수, 일본민법, 진원사, 2014. ISBN 9788963463452
- 오세경, 대법전, 법전출판사, 2014 ISBN 9788926210277
- 이준현 , LOGOS 민법 조문판례집, 미래가치, 2015. ISBN 9791155020869

## 같이 보기
- 신의성실의 원칙
- 권리남용 금지의 원칙
- 사정변경의 원칙
- 실효의 원칙
- 법인격부인론
- 금반언
- 더러운 손
- 형평법